# Bijoux, Bijoux
Albums de Alain Bashung
Bleu pétrole
(2008) Dimanches à l'Élysée
(2009)
Bijoux, Bijoux est une compilation d'Alain Bashung sortie le 27 octobre 2008 sur le label Barclay Records. La compilation est présentée au format « longbox », comprenant 3 CD et 54 titres.

## Disque 1
| No  | Titre                         | Durée |
| --- | ----------------------------- | ----- |
| 1.  | L'Apiculteur                  | 4:37  |
| 2.  | Je me dore                    | 5:05  |
| 3.  | J'écume                       | 3:42  |
| 4.  | Madame rêve                   | 4:48  |
| 5.  | Fantaisie militaire           | 4:49  |
| 6.  | Alcaline                      | 5:00  |
| 7.  | Bijou, bijou                  | 4:06  |
| 8.  | Bruxelles                     | 2:42  |
| 9.  | Samuel Hall                   | 5:05  |
| 10. | Dehors                        | 3:29  |
| 11. | Faites monter                 | 4:21  |
| 12. | Volontaire (avec Noir Désir)  | 3:24  |
| 13. | Toujours sur la ligne blanche | 4:37  |
| 14. | La nuit je mens               | 4:24  |
| 15. | Un âne plane                  | 3:56  |
| 16. | Nights in White Satin         | 4:52  |
| 17. | Tel                           | 5:39  |

## Disque 2
| No  | Titre                                                 | Durée |
| --- | ----------------------------------------------------- | ----- |
| 1.  | Happe                                                 | 3:05  |
| 2.  | Osez Joséphine                                        | 2:56  |
| 3.  | Elvire                                                | 4:19  |
| 4.  | Lavabo                                                | 3:17  |
| 5.  | Malédiction                                           | 3:38  |
| 6.  | Gaby oh Gaby                                          | 3:55  |
| 7.  | J'envisage                                            | 4:37  |
| 8.  | Le Tango funèbre                                      | 4:17  |
| 9.  | What's in a Bird                                      | 3:19  |
| 10. | Légère éclaircie                                      | 4:19  |
| 11. | Ode à la vie (avec Rachid Taha)                       | 4:37  |
| 12. | Je t'ai manqué                                        | 3:39  |
| 13. | Les Mots bleus                                        | 5:09  |
| 14. | Que reste-t-il de nos amours ? (avec Françoise Hardy) | 4:18  |
| 15. | Malaxe                                                | 4:31  |
| 16. | J'passe pour une caravane                             | 3:42  |
| 17. | Mes bras                                              | 7:47  |
| 18. | Il voyage en solitaire                                | 4:04  |

## Disque 3
| No  | Titre                                        | Durée |
| --- | -------------------------------------------- | ----- |
| 1.  | Comme un lego                                | 9:04  |
| 2.  | Aucun express                                | 4:06  |
| 3.  | Volutes                                      | 3:22  |
| 4.  | À Ostende (avec Marc Ribot et Jean-Paul Roy) | 4:48  |
| 5.  | À perte de vue                               | 5:07  |
| 6.  | S.O.S. Amor                                  | 4:02  |
| 7.  | Sommes-nous                                  | 3:55  |
| 8.  | Élégance                                     | 4:44  |
| 9.  | Bombez !                                     | 3:02  |
| 10. | Les Petits Enfants                           | 1:11  |
| 11. | C'est comment qu'on freine                   | 3:13  |
| 12. | Pyromanes                                    | 3:56  |
| 13. | Hier à Sousse                                | 3:55  |
| 14. | Vertige de l'amour                           | 3:17  |
| 15. | Trompé d'érection                            | 3:17  |
| 16. | Rebel                                        | 3:53  |
| 17. | Ma petite entreprise                         | 4:13  |
| 18. | Les Grands Voyageurs                         | 4:45  |
| 19. | Angora                                       | 2:06  |